# 성 마르카 교회 (자그레브)

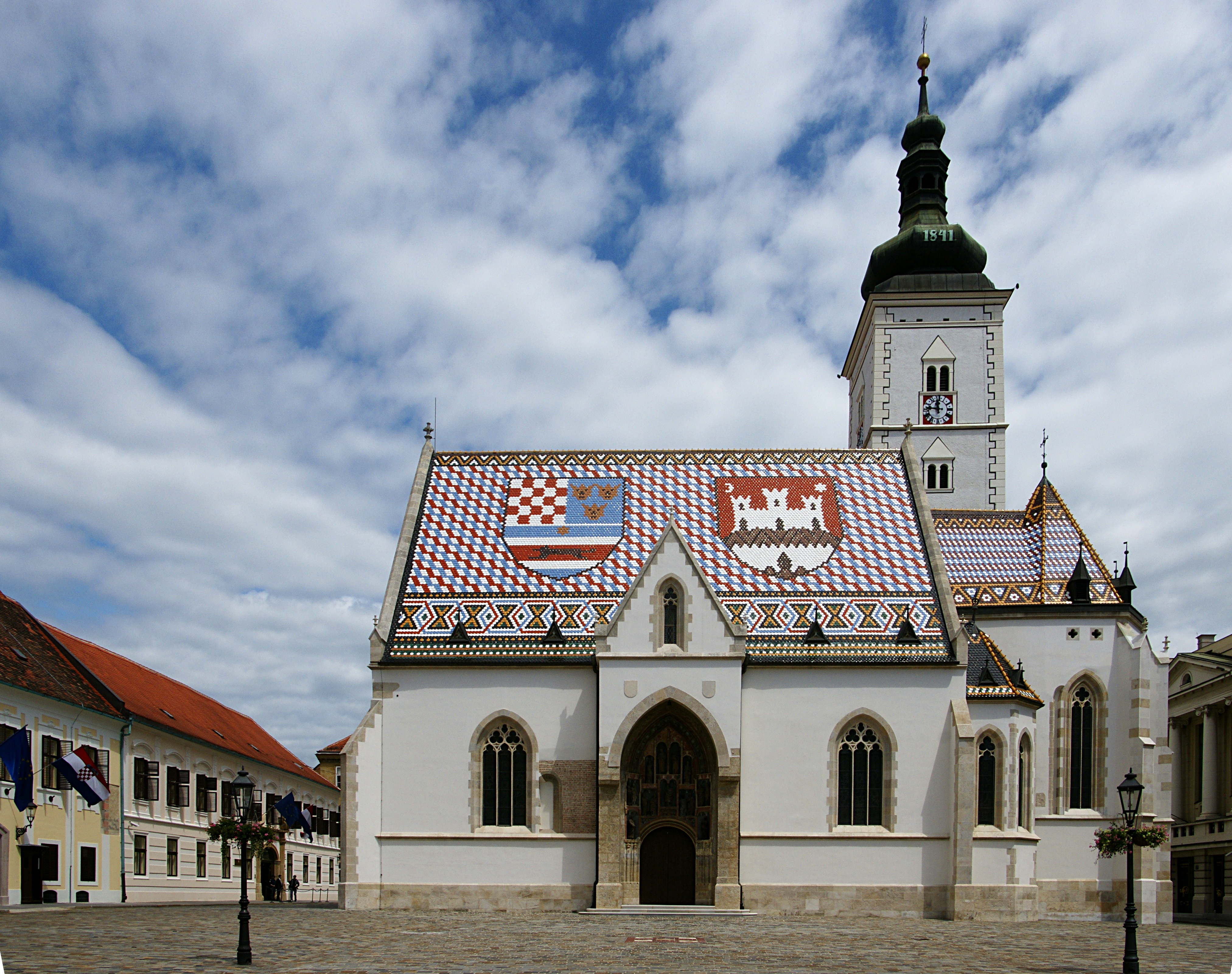
성 마르카 교회

성 마르카 교회(크로아티아어: Crkva sv. Marka)는 크로아티아의 수도 자그레브의 구시가지인 그라데츠 성 마르카 광장에 위치한 사목구 성당이다.

## 사진

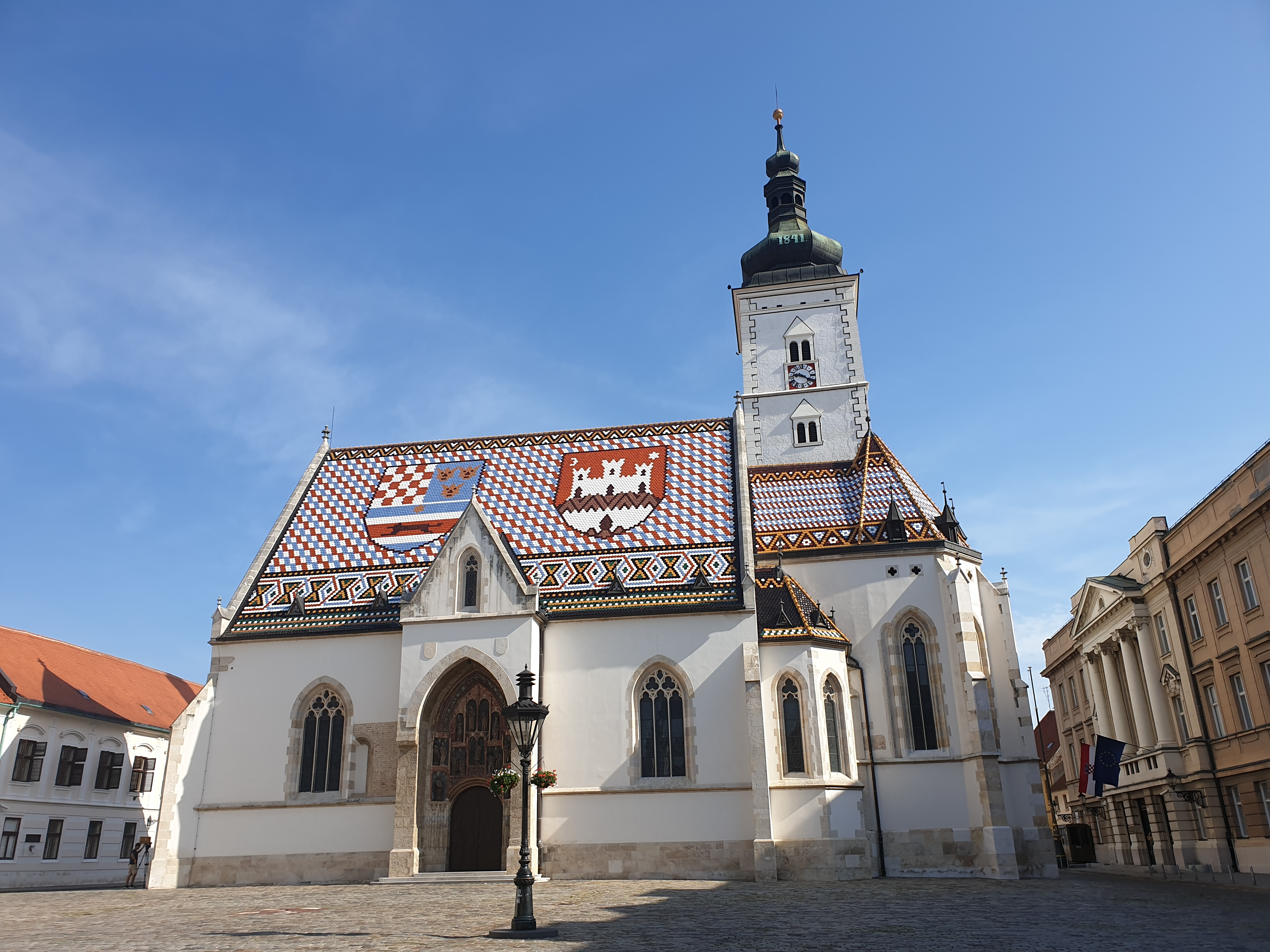
성 마르카 교회를 아래에서 위로 정면에서 바라본 모습
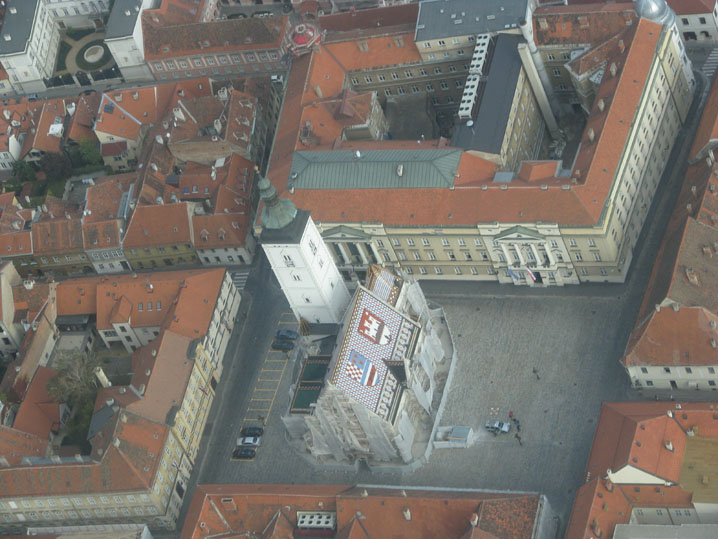
성 마르카 교회를 항공에서 바라본 모습

## 같이 보기
- 자그레브 대성당
- 그라데츠